# Militia Dei (булла)
«Militia Dei» (с лат. — «воинство Божие; Божья армия») — булла римского папы Евгения III, датированная 7 апреля 1145 годом, освободившая орден тамплиеров от уплаты десятины и разрешившая Ордену строить собственные орденские часовни и церкви, а также хоронить умерших членов ордена в освящённой земле, то есть на кладбище внутри ограды их церквей.
Как и все папские буллы, «Militia Dei» получила название по первым словам текста. Вместе с буллами «Omne Datum Optimum» и «Milites Templi» она способствовала обогащению и процветанию ордена тамплиеров.
В 1160 году тамплиеры жаловались новому папе на то, что епископы отбирают у них треть от имущества, завещанного ордену теми, кто желал быть похороненным на их кладбищах. Папа ответил буллой «Dilecti filii», обязывавшей духовенство удовлетворяться четвертью завещательного дара.